# アントロデムス
アントロデムス（Antrodemus）はアメリカ、コロラド州、ミドルパークにあるモリソン累層のジュラ系上部、キンメリッジ階-チトン階の地層から発見された疑わしい獣脚類の属の一つである。
1種Antrodemus valensのみがこの属に含まれるが、1870年にジョセフ・ライディが最初に記載、命名した際はポエキロプレウロン（Poekilopleuron）属の種としていた。
最初に記載された化石は1869年にフェルディナンド・ヴァンデヴィア・ヘイデンが既に他の人の手にあったものを入手したもので、コロラド州、グランビー近郊のおそらくはモリソン層の堆積岩から発見されたものであろう。地元の人はこの化石を"石化したウマの蹄"だと思っていた。ヘイデンは化石をライディに送り、ライディはこれを半分に割れた尾椎であると認識し、ヨーロッパの恐竜の属ポエキロプレウロンの1種としてPoicilopleuron [sic] valensとした。
ライディは後にこれを独自の属アントロデムスへと移した。
1920年、チャールズ・W・ギルモアはライディがアントロデムスと称した尾椎はアロサウルスのものであると認識され、優先権に基づいてアロサウルスはこの古い名前であるアントロデムスとされるべきであるとの結論に達した。
アントロデムスはこうして50年に渡り聞きなれた名前として受け入れられることとなった。この状況はジェームズ・マドセンがクリーブランドロイド発掘地（英語: Cleveland Lloyd Dinosaur Quarry）で発掘されたアロサウルスの標本について発表し、アントロデムスの名は情報に乏しく種を識別する特徴も発掘地に関する情報も無い（例えばアントロデムスの骨にはどこの累層で発見されたか不明である）化石に基づいており、アロサウルスの名を使用すべきであると結論するまで続いた。
後続の研究者にもこの考えは受け入れられ、アントロデムスは疑問名と考えられている。